# 로니 브레이브
로니 브레이브(Lonely Are The Brave)는 미국에서 제작된 데이비드 밀러 감독의 1962년 드라마, 서부 영화이다. 커크 더글라스 등이 주연으로 출연하였고 에드워드 루이스 등이 제작에 참여하였다.

## 출연

### 주연
- 커크 더글라스
- 제나 로우랜즈

### 조연
- 월터 매튜
- 마이클 케인
- 캐럴 오코너
- 윌리엄 솨러트
- 조지 케네디
- 칼 스웬슨
- 윌리엄 밈즈
- 마틴 가라라가
- 랄로 리오스